# بالوار
بالوار (به ترکی آذربایجانی: Balvar، یا بالواری Balvarı) یک منطقه مسکونی در جمهوری آذربایجان است که در شهرستان صابرآباد واقع شده است. بالوار ۲۷۲ نفر جمعیت دارد.